# Parque Avellaneda

Parque Avellaneda é um bairro da cidade argentina de Buenos Aires.
O parque "Presidente Dr. Nicolás Avellaneda" está, em quase toda a sua extensão, no que fora a antiga chácara "Los Remedios", que pertenceu a família de Don Domingo Olivera. Isto se remonta ao século XVII. 

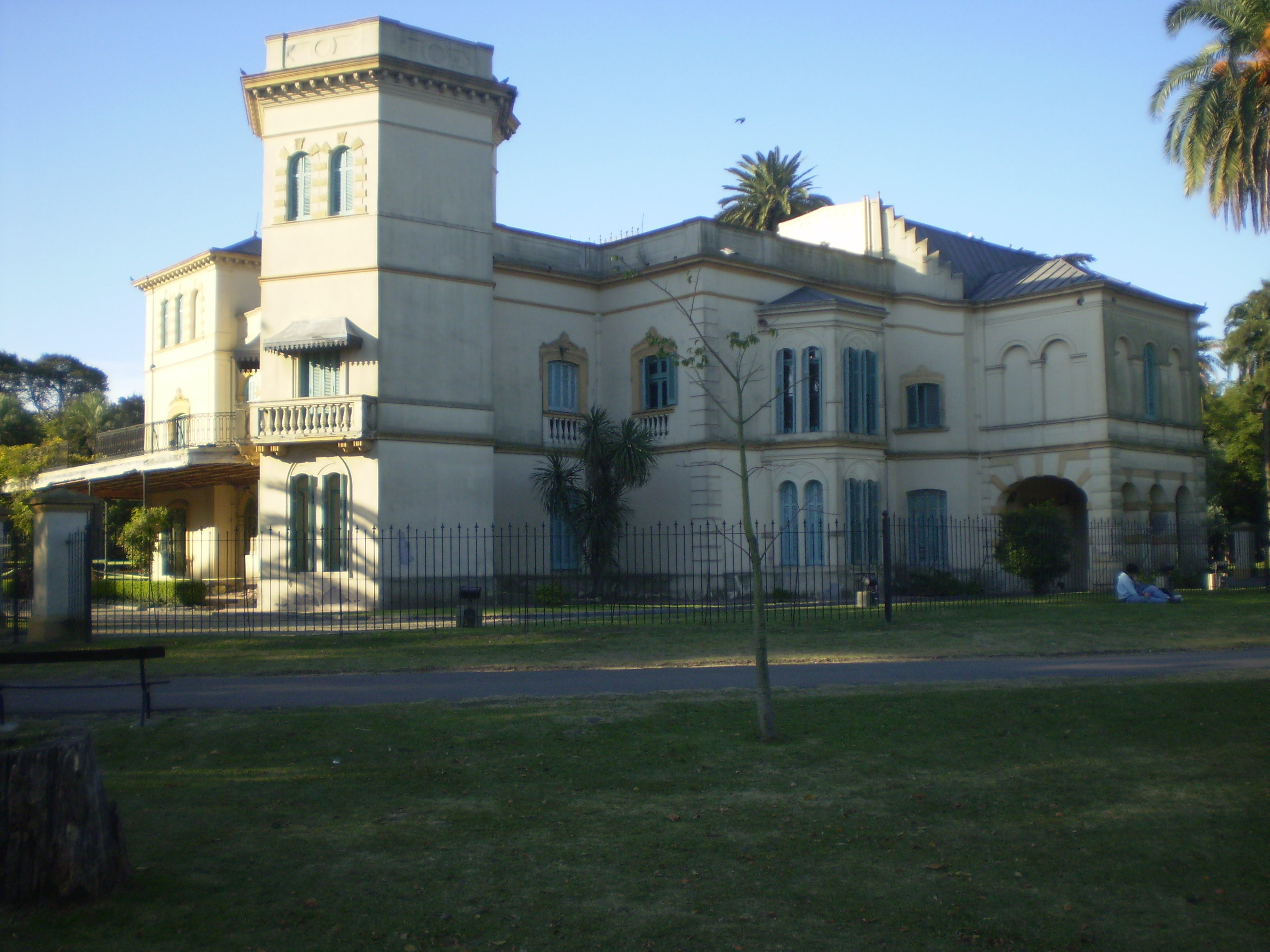
Antiga Mansão Oliveira

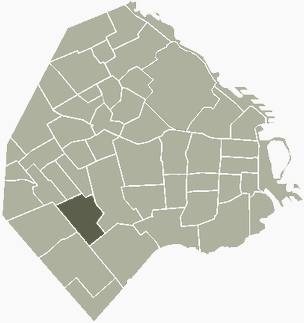
Mapa do bairro na cidade de Buenos Aires